# Aardbeving San Salvador 1854
De San Salvador-aardbeving van 16 april 1854 was een zware aardbeving die grote schade veroorzaakte in El Salvador. 
San Salvador ligt op een erg actieve breuklijn en werd in het verleden getroffen door zware aardbevingen in 1575, 1593, 1625, 1656 en 1798. In de 19e eeuw waren er ook zware aardbevingen in 1839, 1873 en 1891. De aardbeving van 1854 was zo zwaar dat bijna alle gebouwen in de stad vernield werden.